# William Marshall (acteur)
William Horace Marshall (Gary, 19 augustus 1924 - Los Angeles, 11 juni 2003) was een Amerikaanse acteur en operazanger.

## Biografie
Marshall werd geboren op 19 augustus 1924 in Gary (Indiana) als zoon van Vereen Marshall en Thelma Edwards. Hij was kunststudent aan de New York-universiteit, maar stapte over naar de Actors Studio om theater te studeren. Hij volgde een opleiding aan de American Theatre Wing en bij Sanford Meisner in de Neighborhood Playhouse.
Hij maakte zijn Broadway-debuut in 1944 in Carmen Jones. In 1950 was hij doublure voor Boris Karloff als Kapitein Haak in de Broadway-productie van Peter Pan. Hij speelde de hoofdrol in de heropvoering van The Green Pastures in 1951, een rol die hij in 1958 hernam in een BBC-uitzending van het toneelstuk. Hij trad op in verschillende Shakespeare-toneelstukken in de VS en Europa, waaronder de titelrol in minstens zes producties van Othello. Harold Hobson van The Sunday Times prees Marshalls vertolking als "de beste Othello van onze tijd." In 1968 sloot Marshall zich aan bij de Center Theatre Group in Los Angeles om Othello te spelen in Catch My Soul, een jazzmusicalversie met Jerry Lee Lewis.
Marshalls filmcarrière begon in de film Lydia Bailey uit 1952. Daarna volgde een prominente rol als Glycon, kameraad en mede-gladiator van Victor Mature in de film Demetrius and the Gladiators uit 1954. Zijn gedrag, diepe basstem en imposante gestalte (Marshall was 1,96 m groot) gaven hem een breed scala aan mogelijkheden, hoewel hij niet geschikt was voor de onderdanige rollen die veel zwarte acteurs van zijn generatie het vaakst aangeboden kregen. Hij was een leider van de Mau Mau-opstand in Something of Value (1957) en procureur-generaal Edward Brooke in The Boston Strangler (1968). Hij was waarschijnlijk het meest bekend van zijn hoofdrol in de blaxploitation-vampierenfilm Blacula (1972) en het vervolg Scream Blacula Scream (1973).
Begin jaren 50 speelde Marshall kort in Harlem Detective, een serie over zwarte politieagenten. De serie werd geschrapt toen Marshall in de anticommunistische nieuwsbrief Counterattack als communist werd bestempeld.
Ondanks dat hij op de zwarte lijst stond vanwege zijn vermeende communistische connecties, bleef Marshall op televisie en in films verschijnen. Hij had een gastrol in twee afleveringen van de Britse spionageserie Danger Man. In de Bonanza-aflevering "Enter Thomas Bowers" uit 1964 speelde hij de rol van reizende operazanger en datzelfde jaar was hij te zien in een aflevering van het eerste seizoen van The Man from U.N.C.L.E. en in een aflevering van Rawhide. In 1968 verscheen hij als Dr. Richard Daystrom in de Star Trek-aflevering "The Ultimate Computer". In de jaren 80 speelde hij de King of Cartoons in de kinderserie Pee-wee's Playhouse.
In 1974 won hij twee lokale Emmy's voor het produceren en optreden in de PBS-productie As Adam Early in the Morning.
Naast acteren en produceren gaf Marshall ook acteerles aan verschillende universiteiten, waaronder de Universiteit van Californië.
Marshall was gedurende 42 jaar samen met Sylvia Gussin Jarrico, de voormalige echtgenote van de op de zwarte lijst geplaatste scenarioschrijver Paul Jarrico. Marshall overleed op 11 juni 2003 in Los Angeles aan complicaties ten gevolge van de ziekte van Alzheimer.